# Karl Holderbaum
Karl Holderbaum (ur. 1922, zm. ?) – zbrodniarz nazistowski, członek załogi niemieckiego obozu koncentracyjnego Dachau i SS-Oberschütze.
Volksdeutscher rumuński. Z zawodu rzeźnik. 11 kwietnia 1941 wstąpił do Waffen-SS. Od 20 lipca  1943 do 22 kwietnia 1944 pełnił służbę w administracji obozu Dachau jako rzeźnik. W procesie załogi Dachau (US vs. Michael Greil i inni), który miał miejsce w dniach 6–9 maja 1947 przed amerykańskim Trybunałem Wojskowym w Dachau skazany został na 3 lata pozbawienia wolności za znęcanie się nad więźniami.